# شهرک صنعتی منتظریه
شهرک صنعتی منتظریه یک منطقهٔ مسکونی در ایران است که در دهستان صفائیه (نجف‌آباد) واقع شده‌است. شهرک صنعتی منتظریه ۴۹ نفر جمعیت دارد.